# Groeve Kaardenbeek

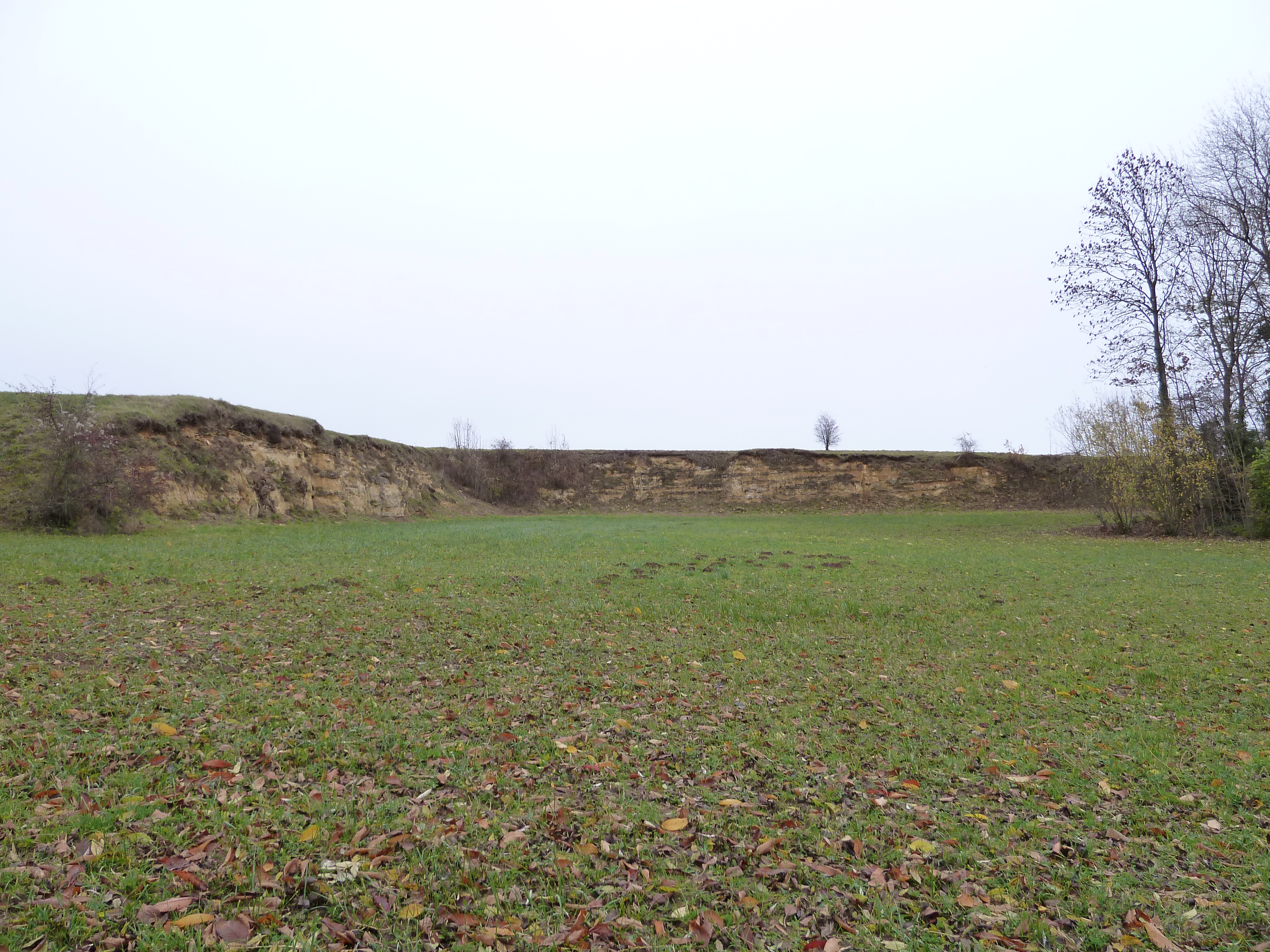
de groeve in november 2010

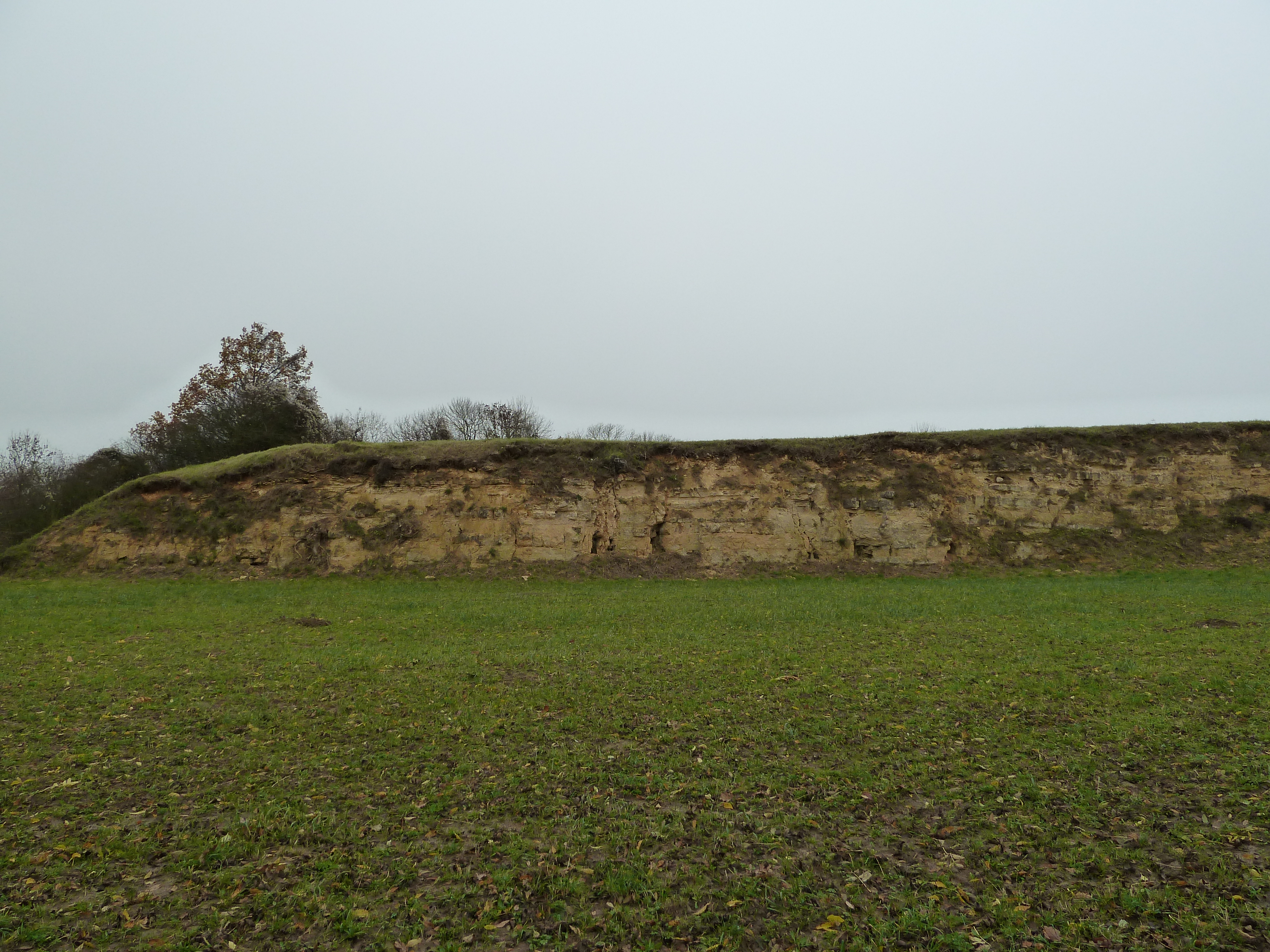
een groevewand waarin duidelijk de harde en zachte lagen kalksteen te zien zijn

De Groeve Kaardenbeek of Craubekersteengroeve is een groeve in Nederlands Zuid-Limburg in de gemeente Voerendaal. De dagbouwgroeve ligt ten oosten van Craubeek en ten noordoosten van de Hoeve Cardenbeek aan de Kalkovenweg. Tussen de hoeve en de groeve stroomt de Hoensbeek. Direct ten noordwesten van de groeve ligt de spoorlijn Heerlen - Schin op Geul waarover de Heuvellandlijn voert. De groeve bevindt zich in het uiterste noordwesten van het Plateau van Ubachsberg in de overgang van het Ransdalerveld.
Op ongeveer 150 meter naar het noorden ligt de Groeve Sevensprong, op ongeveer 550 meter naar het noordwesten de groeve Auvermennekesloak en op ongeveer 400 en 450 meter liggen respectievelijk de groeves Craubeekergroeve en Craoteloak.

## Geschiedenis
In de Romeinse tijd werden er in de groeve brokken kalksteen gewonnen om te gebruiken als bouwmateriaal.
Aan het begin van de 19e eeuw werd door Jean Joseph Tranchot de Tranchotkaart vervaardigd. Op de kaart van dit gebied stond ter plaats van deze groeve de aanduiding mergelkuil.
Tijdens de Eerste Wereldoorlog ontstond er in Nederland een groot tekort aan allerlei producten die voordien uit andere landen werden geïmporteerd. Een van die producten was kalk. Diverse ondernemers zagen kansen om met de productie van kalk in Zuid-Limburg geld te verdienen. Aan de zuidzijde van Groeve Kaardenbeek bevonden zich vroeger twee kalkovens waarin kalksteen uit de groeve werd gebrand.

## Geologie
In de bodem van Craubeek bevindt zich dicht bij het oppervlak een relatief dunne laag van de Kalksteen van Emael (Maastrichtse Kalksteen) en daaronder zit een dik pakket Kunrader kalksteen. Beide kalksteenpakketten behoren tot de Formatie van Maastricht.
In de groeve werd er Kunrader kalksteen gewonnen. De kwaliteit van de bouwstenen die hier gewonnen werden was zeer goed en waren samen met die afkomstig uit de Kunradersteengroeve de beste bouwstenen van dit steentype. De Kunrader kalksteen die hier gewonnen werd werd Craubekersteen genoemd.